# Elvirasminde
P. Chr. Petersen's Eftf., Chokoladefabriken Elvirasminde A/S er en sammenslutning af to chokoladefabrikker, der blev grundlagt i Aarhus henholdsvis i 1866 og 1877. I dag ligger fabrikken i Skanderborg og producerer udelukkende flødeboller (kendt som SAMBA).
Fabrikken er grundlagt 25. september 1877 af P. Chr. Petersen (d. 1893). Den 6. december 1893 blev den overtaget af fabrikant Frits Clausen (1871-1927), der tillige i 1902 købte den nedlagte chokoladefabrik Elvirasminde (grundlagt 1866, navnet anvendt fra 1875). Efter Clausens død i 1927 gik virksomheden over til et familie-aktieselskab med en aktiekapital på 2 mio. kr. Selskabets direktion kom til at bestå af Frits Clausens to brødre, August Clausen (f. 1879), der blev administrerende direktør, og Johs. Clausen (1882-1934) samt Jørgen Sørensen (1874-1944); i 1943 trak Aug. Clausen sig tilbage fra direktionen og Jørgen Sørensen blev administrerende direktør; samtidig indtrådte Theo Schütze (f. 1886) i direktionen; denne var efter Jørgen Sørensens død i 1944 enedirektør. 
Fabrikken flyttede fra Aarhus i 1967, men dens bygninger i Klostergade 32-34 findes endnu. Det nedlagte fabriksanlæg anvendes i dag til blandt andet kontorer, undervisning og diskotek.
Den tidligere chokoladefabriks bygningsanlæg er opført i 1912 efter tegninger af den lokale arkitekt Christian Frühstück Nielsen og udbygget ad flere omgange siden.
I 1950 bestod bestyrelsen af landsretssagfører, konsul Julius Jarding (f. 1883), der var formand, fru Alice Clausen, overkirurg V. Fogh- Andersen (f. 1886), Kbhvn., landsretssagfører Poul Jarding (f. 1911) og landsretssagfører Erik Fogh-Andersen (f. 1916), Kbhvn.